# Maison de Henry Jacques Le Même
La maison de Henry Jacques Le Même est une maison située à Megève, en France.

## Localisation
Commune : Megève
Lieu-dit : la Combe
Adresse : 98 montée du
Calvaire
Cadastre : 1990 C8 1318, 2663 ; 2012 AD 33

## Historique
Henry Jacques Le Même (1897-1997) a construit dans les Alpes près de 250 chalets au vocabulaire architectural inédit, principalement dans les stations de Megève et de Combloux. Cette maison est celle de l'architecte, construite en 1928 c'est une architecture manifeste, très représentative du mouvement moderne de l’entre-deux-guerres. A la fois maison privée et agence de l'architecte (nommé architecte en chef de la reconstruction pour les départements de la Savoie et de la Haute-Savoie) , elle a conservé un décor intérieur très raffiné.
Cet édifice fut inscrit au titre des monuments historiques en 1995.